# Капітолій штату Массачусетс
Капіто́лій штату Массачусетс (англ. Massachusetts State House) — будівля уряду штату Массачусетс, розташована в столиці штату Бостоні. Всередині проходять засідання легіслатури штату Массачусетс, які складаються з Палати Представників та Сенату штату Массачусетс, а також розташований головний офіс губернатора штату.
Капітолій входить до складу Національної історичної пам'ятки США, а також є другою з шістнадцяти точок на історичному Шляху Свободи.

## Історія
Будівництво капітолія розпочалось у 1795 році на вершині пагорба Бікон-Гілл (Beacon Hill), на місці пасовища, яке належало першому губернатору штату Массачусетс Джону Генкоку. Для будівництва Капітолія рівень пасовища знизили приблизно на 15 м. У 1798 році за проєктом архітектора Чарлза Балфінча побудовано центральну частину.
У 1889—1895 роках будівля Капітолія була розширена за проєктом Чарлза Бригама. Нова частина була побудована з жовтої цегли зі зворотної сторони старої будівлі.
У 1917 році були добудовані східне та західне крило.
У 1802 році виготовлений з дерев'яного ґонту купол Капітолія обшили міддю, оскільки той протікав під час негоди. У 1874 купол вкрили 23-каратним (958 проба) золотом. Під час Другої світової війни купол пофарбовано в чорний колір, щоб той не став мішенню для ворожих бомб. Востаннє купол позолочено 1997 року.
Перед Капітолієм розташована кінна статуя героя Громадянської війни, генерала армії Півночі Джозефа Гукера. Крім того, перед фасадом стоять статуї політика Деніела Вебстера, реформатора системи освіти Гораса Манна та колишнього президента США Джона Ф. Кеннеді.

## Див. також

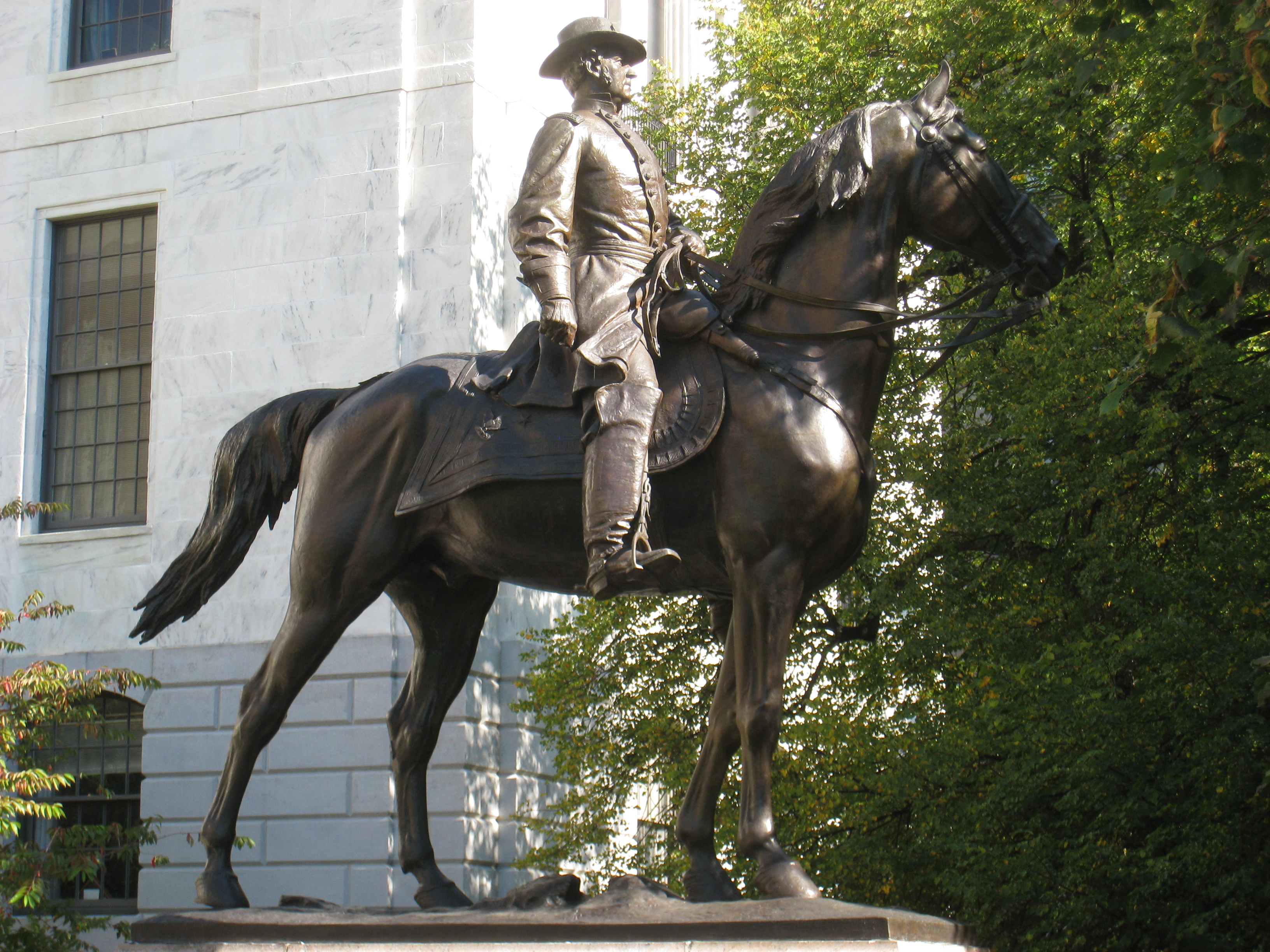
Кінна статуя генерала Джозефа Гукера

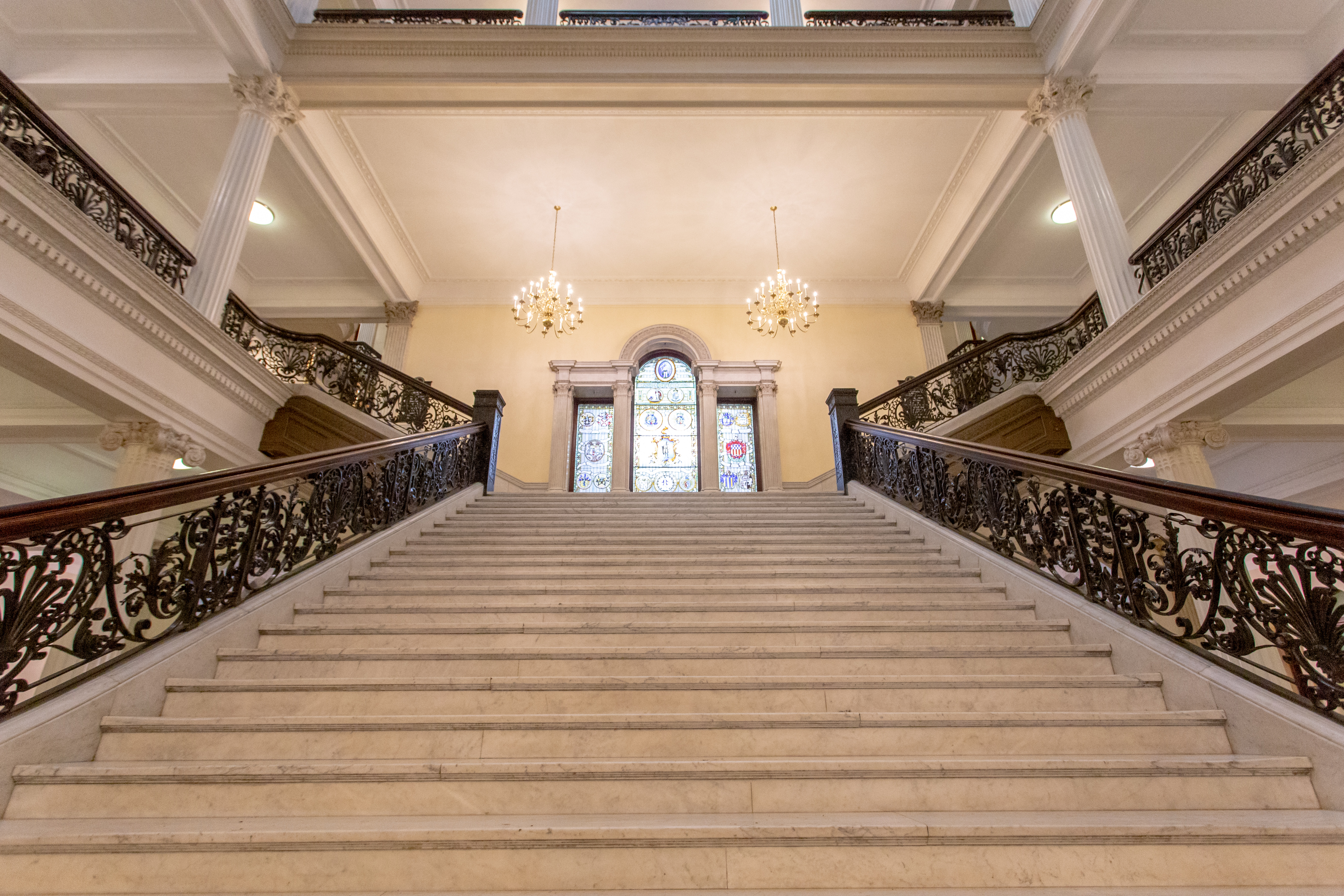
Сходи в капітолії